# 黍属
黍属（学名：Panicum）是禾本目禾本科下的一个属，为一年生或多年生草本植物。该属共有约500种，分布于全球热带和亚热带地区。
属名Panicum源于拉丁语panicum，即“黍”。

## 分类
本属属于黍亚科黍总族黍族黍亚族，属下物种超过442种。